# Lycodapus antarcticus
'Lycodapus antarcticus' es una especie de peces de la familia de los Zoarcidae en el orden de los perciformes.

## Morfología
- Los machos pueden llegar a alcanzar los 20,6 cm de longitud total.[1][2]

## Hábitat
Es un pez de mar y de aguas profundas que vive entre 323-1 200 m de profundidad.

## Distribución geográfica
Se encuentra en el Océano Antártico.

## Observaciones
Es inofensivo para los humanos. 